# Pangu

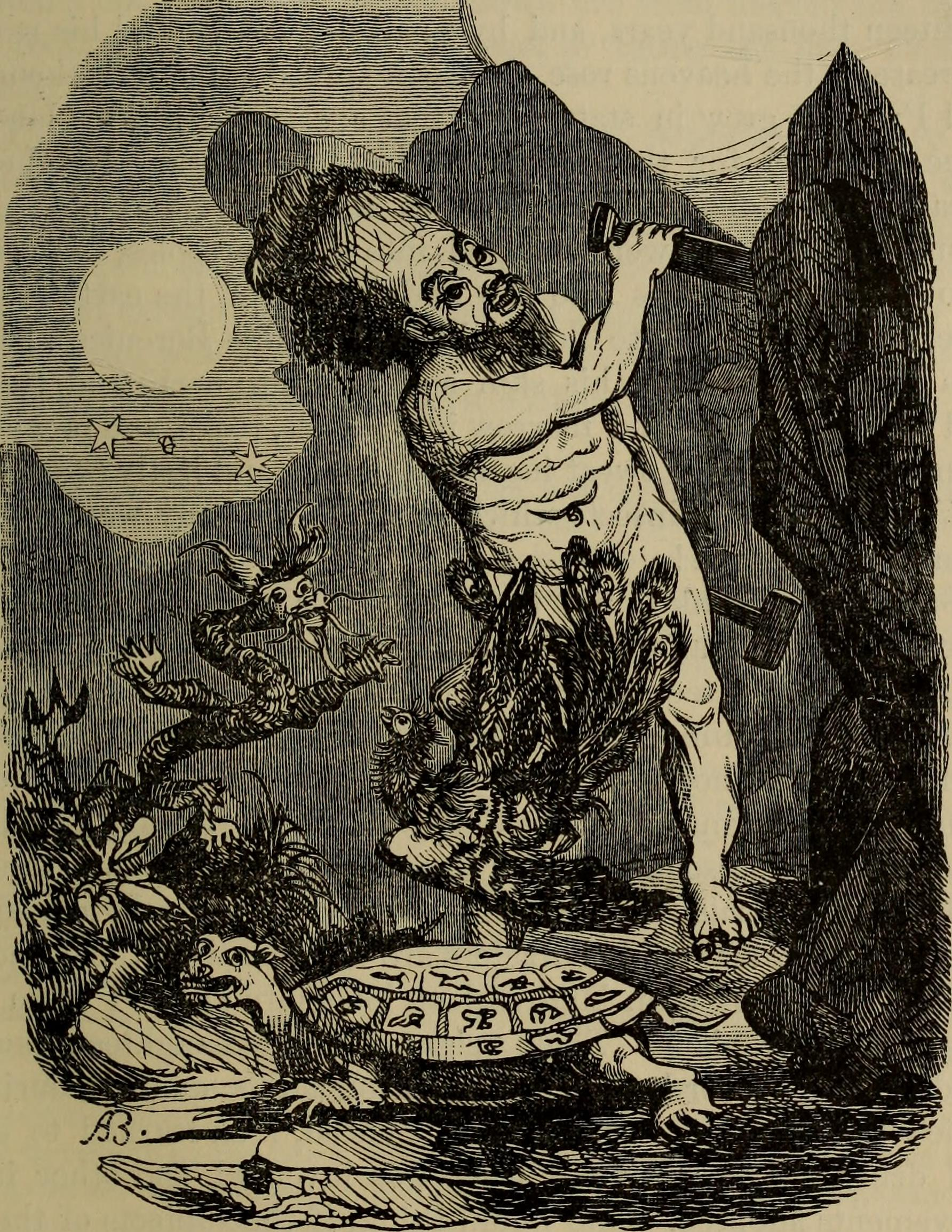
Pangu

Pangu (盘古; 盤古; Pángǔ; P'an-ku) är i kinesisk mytologi skaparen av världen. Pangu separerade himmel från jord och från hans kropp skapades universum.

## Myten
Ursprungligen var världen i mörk kaos där det formade ett ägg. Efter 18 000 år kläcktes ägget, och från detta ägg föddes Pangu. Ägget veks ut och vitan formade himlen (yang) och gulan blev till jorden (yin), och Pangu levde däremellan. Med tiden blev Pangu mer gudomlig och började separera himlen och jorden. Varje dag höjdes himlen 3 meter, och jorden blev 3 meter tjockare och Pangu blev större och större. Detta pågick i ytterligare 18 000 år varefter himlen blev extremt hög, jorden blev extremt tjock, och Pangu blev extremt stor.
Det finns olika varianter på myten, och flera berättar att universum skapades från hans kropp när Pangu dog. Pangus andetag blev vinden och molnen, hans röst blev till åskan, hans ögon blev solen och månen, hans lemmar och kropp blev till jorden och hans blod och svett blev till floder. I andra versioner av myten blir Pangus kroppsdelar till andra fenomen och storheter. Vissa versioner beskriver de tre första gudomliga härskarna som ättlingar till Pangu.
Pangu avbildas ofta med ett huggjärn och yxa i sina händer.

## Historiska referenser
Det är oklart när myten om Pangu uppstod, men troligen under Qindynastin (221 f.Kr.–206 f.Kr.) eller Handynastin (206 f.Kr.–220) och sannolikt i områdena kring dagens Jiangsu och Zhejiang. Pangu omnämndes för första gången i den kinesiska litteraturen  under perioden De tre kungadömena (220–280) i det historiska verken Sanwu liji (三五歴記) och Wuyun linian ji (五遠歷年紀) av Xu Zheng.
I Shuyiji (述異記) som skrevs under Liangdynastin (502–557) beskrivs varianten där världen skapas ur Pangus kropp. En liknande variant är även beskriven i verket Xuanzhongji (玄中記) och Shanhaijing (山海經).